# Beechcraft Model 60
Die Beechcraft Model 60 Duke ist ein zweimotoriges Flugzeug des amerikanischen Herstellers Beechcraft. Die Maschine verfügt über ein Bugrad-Einziehfahrwerk und eine Druckkabine. Die beiden Boxermotoren sind mit Turboladern bestückt. Die Kabine wird mit Druckluft von 0,32 bar versorgt.
Die Entwicklung der Beechcraft 60 begann im Frühjahr 1965. Sie war als Maschine gedacht, die die Lücke zwischen der Beechcraft Baron und der Beechcraft Queen Air schließen sollte. Am 29. Dezember 1966 startete der Prototyp zum Erstflug. Am 1. Februar 1968 erteilte die FAA die Musterzulassung.
Die Auslieferung an Kunden begann im Juli 1968. Die Beechcraft A60, die 1970 auf den Markt kam, stellte eine Weiterentwicklung mit verbesserter Druckkabine, leichteren und leistungsfähigeren Turboladern und einer verbesserten Höhenleistung dar.
Die letzte Variante stellte die B60 dar, die 1974 eingeführt wurde. Die Inneneinrichtung wurde erneuert und die Leistungsfähigkeit durch verbesserte Turbolader nochmals gesteigert.
Die Beechcraft 60 war trotz ihrer sehr guten Leistungsdaten nur ein mäßiger Verkaufserfolg, da die komplizierte Technik einen hohen Unterhaltungsaufwand forderte. Die Produktion wurde 1982 eingestellt.
Unter dem Namen Royal Turbine bietet das Unternehmen Rocket Engineering eine Umrüstung auf Propellerturbine Pratt & Whitney Canada PT6 an.

## Stückzahlen
- Beechcraft 60: 113
- Beechcraft A60: 121
- Beechcraft B60: 350

## Technische Daten
| Kenngröße             | Daten                                |
| --------------------- | ------------------------------------ |
| Besatzung             | 1                                    |
| Passagiere            | 5                                    |
| Länge                 | 10,31 m                              |
| Spannweite            | 11,96 m                              |
| Höhe                  | 3,76 m                               |
| Flügelfläche          | 19,80 m²                             |
| Flügelstreckung       | 7,2                                  |
| Leermasse             | 1860 kg                              |
| max. Startmasse       | 3050 kg                              |
| Reisegeschwindigkeit  |                                      |
| Höchstgeschwindigkeit | 395 km/h                             |
| Steiggeschwindigkeit  | 488 m/min                            |
| Dienstgipfelhöhe      | 9144 m                               |
| Reichweite            | 1645 km (45 min Reserve)             |
| Triebwerke            | 2 × Lycoming TIO-541-E1C4, je 285 kW |